# Silverforsen, Ronneby
Silverforsen i Ronneby är både ett rekreationsområde och en sträcka utefter Ronnebyån där vattnet är mer strömt än annars. Forsen har tidigare använts för ett kvarndrivet stärkelsebruk som dragit nytta av vattenkraften. Stärkelsebruket är nu en fornlämning  där stengrunden och vattenrännan fortfarande syns på platsen. Rekreationsområdet sträcker sig från stadsdelen Rydénskan i öster till Sörby i väster. I den västra delen av området, i anslutning till Sörby och alldeles vid Ronnebyån, finns en mindre kulturmiljö med Blekingestuga och ryggåsstuga tidigare ägd av Rebecka Svensson. Platsen används under sommarhalvåret för caféverksamhet och kulturevenemang.